# CPT-teoremet
CPT-teoremet er et fundamentalt teorem i kvantemekanikken, som siger, at alle naturkræfter i naturen er uændret under en sammensat transformation af systemet, dvs. de har CPT-symmetri. CPT er en kombination af tre diskrete transformationer, ladningskonjugering (C), spejling (P) og tidsomvending (T). 

Symmetrier under de individuelle transformationer kaldes C-symmetri, P-symmetri og T-symmetri.
At visse naturkræfter har CPT-symmetri, blev først bevist af G. Lüders, W. Pauli og J. Bell da de arbejdede med Lagrangsk feltteori i kvantefeltteori.
Eksperimentelle resultater har indtil nu vist, at alle naturkræfter i standardmodellen er CPT-invariante, dvs. de har denne symmetri. Tidligere troede man at det også gjaldt den simplere CP-symmetri (CPT uden tidsomvending), men det viste sig ikke at være tilfældet.